# Tyria confluens
Tyria confluens är en fjärilsart som beskrevs av Schultz 1908. Tyria confluens ingår i släktet Tyria och familjen björnspinnare. Inga underarter finns listade i Catalogue of Life.